# Pasquale Soccio
Pasquale Soccio (San Marco in Lamis, 11 maggio 1907 – San Marco in Lamis, 4 febbraio 2001) è stato uno scrittore italiano.

## Biografia
Ha studiato al Magistero di Roma, laureandosi in pedagogia. È stato maestro elementare, docente di filosofia e storia, quindi preside nel Liceo classico di Lucera. Studioso di Giambattista Vico, ha curato un'antologia dei suoi scritti presso l'editore Garzanti (G. B. Vico, Autobiografia, Poesie, Scienza Nuova, 1983). Come storico ha studiato le vicende del brigantaggio italiano postunitario nel suo paese natale in Unità e brigantaggio (1969), ricostruendo anche molti fatti di storia meridionale e segnatamente pugliese in numerosi scritti eruditi. Ma la sua opera principale è Gargano segreto (1965; la quarta e definitiva edizione è del 1999), un libro nel quale la natura e la spiritualità garganiche sono evocate con una prosa raffinata e leggera, che ha appreso la lezione della Ronda.
Negli ultimi anni, resi difficili dalla cecità, Soccio ha raccolto le sue riflessioni filosofiche nel volume Penso, dunque invento (2001), in cui sostiene la tesi della persistenza di una tendenza alla mitizzazione nella ragione evoluta, sia nel campo della filosofia che in quello della scienza. Postumo è apparso Incontri memorabili (2002), in cui si parla delle frequentazioni avute con personaggi come Benedetto Croce, alla cui lezione filosofica e politica è rimasto sempre sensibile, Giuseppe Ungaretti, Riccardo Bacchelli e altri. A lungo collaboratore della Nuova Antologia, a Soccio è intitolata una Fondazione, che ha sede nella sua città natale, formata da accademici e studiosi pugliesi, che si propone di diffondere la cultura, grazie ai 5.000 volumi lasciati dallo scrittore e a numerose iniziative che annualmente vengono prese a favore degli studenti universitari e liceali.

## Opere
- Pasquale Soccio uomo e scrittore, Foggia, Consorzio per l'Università di Capitanata, 2002.
- Pasquale Soccio. Una vita per Lucera, a cura di Franco Marasca, Foggia, Edizioni del Rosone, 2004.
- Francesco Giuliani, Occasioni letterarie pugliesi, Foggia, Edizioni del Rosone, 2004.
- Cosma Siani, Pasquale Soccio, in Figure egemoni del Novecento, Schena, Fasano, 2006, pp. 61–94.
- Francesco Giuliani, Pasquale Soccio e i suoi libri. La biblioteca del Preside, in “La Capitanata”, giugno 2007, pp. 187–203 (.https://www.academia.edu/13026477/Pasquale_Soccio_e_i_suoi_libri._La_biblioteca_del_Preside_In_La_Capitanata_2007_XXI_pp._187-203).

| Controllo di autorità | VIAF (EN) 32099036 · ISNI (EN) 0000 0000 8111 304X · SBN CFIV057153 · LCCN (EN) n85049899 · GND (DE) 1205085769 · BNF (FR) cb12481880q (data) |